# عابدة سلطان
عابدة سلطان (28 أغسطس 1913 - 11 مايو 2002) أميرة باكستانية كانت الابنة الكبرى لأخر نواب بوبال حميد الله خان وكانت تنحدر من دولة بوبال، هي خالة منصور علي خان والد الممثل سيف علي خان.

## روابط خارجية
- عابدة سلطان على موقع مونزينجر (الألمانية)